# Capranica
Capranica é uma comuna italiana da região do Lácio, província de Viterbo, com cerca de 5.604 (Cens. 2001) habitantes. Estende-se por uma área de 40,74 km², tendo uma densidade populacional de 137,56 hab/km². Faz fronteira com Barbarano Romano, Bassano Romano, Ronciglione, Sutri, Vejano, Vetralla.

## Demografia
| Variação demográfica do município entre 1861 e 2011                               |
|                                                                                   |
| Fonte: Istituto Nazionale di Statistica (ISTAT) - Elaboração gráfica da Wikipedia |